# Tirà de Couch
El tirà de Couch (Tyrannus couchii) és un ocell de la família dels tirànids (Tyrannidae).

## Hàbitat i distribució
Habita el bosc obert, matolls espinosos, ciutats, terres de conreu de les terres baixes del sud de Texas, a la vall del Riu Grande, est de Mèxic a la llarga del vessant del Golf de Mèxic, Península de Yucatán, i la major part de les illes costaneres, nord de Guatemala, i Belize.